# Pilar Sánchez Vicente
Pilar Sánchez Vicente (Gijón, 11 de noviembre de 1961) es una historiadora, documentalista y escritora española. Ha publicado obras en varios géneros, ensayo, novelas y guiones de televisión. Es una feminista de larga trayectoria, con diferentes premios reconociendo su lucha por los derechos de las mujeres, considera que la novela histórica puede servir para mostrar la historia oculta de las mujeres.

## Biografía
Estudió en el IES Doña Jimena de Gijón y en la Universidad de Oviedo, donde cursó la carrera de Geografía e Historia (1979-1984). Realizó la memoria de licenciatura sobre la condición jurídica de la mujer en la Edad Media en 1985; y, en 1986 publicó la Breve Historia de Asturias, compendio histórico de carácter didáctico que abarcaba de la prehistoria hasta el Estatuto de Autonomía. Esta obra se reeditó actualizada en asturiano en el año 2006.
Desde 1987 trabaja en el Principado de Asturias, donde obtuvo plaza de documentalista. Hasta 2004 desempeñó sus funciones en el Centro Regional de Información y Documentación Juvenil, para posteriormente ser nombrada Jefa del Servicio de Publicaciones, Archivos Administrativos y Documentación, donde abordó proyectos punteros como el Sistema de Información Documental en Red de Asturias (SIDRA), la Memoria Digital de Asturias, o la conversión del Boletín Oficial del Principado de Asturias en boletín electrónico, eBOPA (suprimiendo su formato en papel tras 175 años).
Tras haber sido archivera del Tribunal Superior de Justicia del Principado de Asturias actualmente trabaja como bibliotecaria en la Biblioteca Pública "Jovellanos" o Biblioteca Pública del Estado de Gijón, su ciudad natal.
Ha realizado numerosas publicaciones y colaboraciones en revistas sobre temas de mujer, juventud, documentación y turismo. Fue guionista y presentadora de televisión en el programa Institución del Principado (1988) para TVE Asturias y en el de Asturias, paraíso natural (1997 a 1999) emitido en el canal internacional de TVE.
Ha sido también presidenta de la Asociación Asturiana de Archiveros, Documentalistas y Museólogos (AABADOM) entre 1991 y 1995, presidenta de la Asociación Profesional de Especialistas en Información (APEI) entre 2007 y 2010, y presidenta de la Asociación Asturiana de Escritores (2011).
En el año 2001 publicó su primera novela, Comadres, que narra una historia de emoción e intriga, entre mujeres madres, amigas y amantes.
En el 2005 aparece su segunda novela, Gontrodo, la hija de la luna, que es una novela histórica desarrollada en el siglo XII, cuya protagonista, Gontrodo, fue madre de Urraca, la única reina que tuvo Asturias.
En 2008 presentó su tercera novela, La Diosa contra Roma, referida a la guerra contra Roma que mantuvieron los astures, acaudillados por Imborg, la guerrera, y las batallas que tuvieron lugar en la Vía de la Carisa.
En 2010, la novela Operación Drácula, supuso un cambio en su narrativa y es su primera incursión en la novela negra, centrada en las mafias rumanas en el mundo de la prostitución.
En 2013 publicó la novela Luciérnagas en la Memoria, que transcurre entre España y Argentina, y narra las odiseas de dos hermanos tras la Guerra Civil Española; él, fugado en los montes de Asturias, y ella emigrante forzosa al otro lado del océano.
En 2015, junto con Luz Pontón y Alba F.Starczewska publica El fantásticu viaxe de Selene, primer cómic en asturiano e inglés.
En 2018 publica el libro Mujeres errantes con Roca Editorial, en el que menciona al transformista gijonés Alberto Alonso Blanco (Rambal).
En 2020 publica La muerte es mía, obra que transcurre en un tanatorio y que escribió como terapia del Caso Marea al que acudió como testigo al haber sido falsificada su firma.   
En 2021 publica su segunda novela negra de la inspectora Sara Ocaña, Sangre en la Cuenca, que se inicia con la muerte por sobredosis del Fiscal Antidroga de Asturias. 
También publica ese año La hija de las mareas, la historia de una hija ficticia de Jovellanos, impresora, que recorre los escenarios de la Revolución Francesa como secretaria de Olympe de Gouges y sufre las consecuencias de la Guerra de la Independencia en Asturias.
En 2024 publicó con Roca Editorial-Penguin Random House, Madrebona, la historia de un buhonero hace 6.500 años y su travesía entre el Mediterráneo y el Cantábrico.
En 2025 obtiene el Premio Narrativas Históricas 2025, que concede la editorial Edhasa, por su obra El cantar del Norte. La guerrera astur, donde narra la historia de Sancha Asuera, capitana de Pelayo, y su papel en la batalla de Covadonga y la conquista de Cangas de Onís a partir de las Memorias de Asturias del clérigo avilesino Luis de Valdés, cuyo manuscrito se conserva en la Biblioteca Nacional de España con el número 11.457. Redactado en 1622, fue publicado por el padre José María Patac de las Traviesas en el tomo V de la colección Monumenta Historica Asturiensia (Gijón, 1978).
También en 2025 publica La Asturianita, con Orpheus Ediciones Clandestinas, un proyecto realizado con Rodrigo Cuevas, prologuista, basado en la historia real de Regina García López.

## Obras
- La condición jurídica de la mujer en la Edad Media a través de las Partidas de Alfonso X el Sabio (1985).
- Breve Historia de Asturias. Salinas, Ayalga, 1986. (Monografías de Asturias; 2), 187 pp.
- Guía de verano 87 para gente joven. Oviedo: Servicio de Publicaciones del Principado de Asturias, 1987. 148 pp.
- Comadres. Oviedo: KRK, 2001 (Colección Valkenburg) 245 pp.
- Gontrodo, la hija de la luna. Oviedo, KRK, 2005. (Colección Valkenburg) 306 pp.
- Historia breve d’Asturies. (Revisada y Actualizada ) Xixón, VTP, 2006. 214 pp.
- La Diosa contra Roma. Barcelona, Roca Editorial, 2008. 299 pp.
- Operación Drácula. Oviedo, KRK, 2010. 215 pp.
- Policíaca vs. Negra: historia de una pasión, en Literarias, revista electrónica en la página web de la Asociación de Escritores de Asturias, 2010
- Y bailaré sobre su tumba, en Una noche de verano, e-book electrónico publicado por la Asociación de Escritores de Asturias, 2010
- Luciérnagas en la memoria, Amazon, 2012. Papel y e-book electrónico
- El fantásticu viaxe de Selene , VTP, 2015. N'asturianu e inglés
- Mujeres errantes, Roca Editorial, 2018. 360 pp.
- La muerte es mía, Roca Editorial, 2020
- Sangre en la Cuenca,[13] Orpheus Ediciones Clandestinas, 2021
- La hija de las mareas, Roca Editorial, 2021
- Madrebona,[14] Roca Editorial-Penguin Random House, 2024
- El cantar del Norte. La guerrera astur. Edhasa, 2025
- La Asturianita, Orpheus Ediciones Clandestinas, 2025

## Premios
- 2005 Premio Adolfo Posada a las Iniciativas Innovadoras en la Administración.
- 2008 Premio “8 de Marzo” otorgado por el Consejo Comarcal de Mujeres de la Comarca de la Sidra, por la promoción de las mujeres y su trayectoria personal, profesional y humana.
- Desde 2008 el Club Patín Gijón Solimar concede el premio Pilar Sánchez Vicente a aquellos jugadores que se hayan destacado por sus méritos académicos y culturales además de deportivos.
- 2015 Premio Timón a escritores asturianos en castellano en reconocimiento a toda su obra.
- 2019 Comadre de Oro Especial[15] de la Tertulia Feminista Les Comadres de Asturias.
- 2022 Premio "Amiga de la Biblioteca de Luarca" en el Campo de las Letras.[16]
- 2022 Finalista del Premio Espartaco de la Semana Negra de Gijón con su novela La hija de las mareas.
- 2023 El Movimiento Asturiano por la Paz le otorga la distinción Mirada Violeta en el campo de las Humanidades.
- 2024 Autora del año en la 4ª Feria del Libro del Mundo Rural (Navelgas).
- 2025 Premio Narrativas Históricas 2025 otorgado de la editorial Edhasa por su novela El cantar del Norte. La guerrera astur, presentada como La Valentona. [17]